# Helena av Mecklenburg-Schwerin

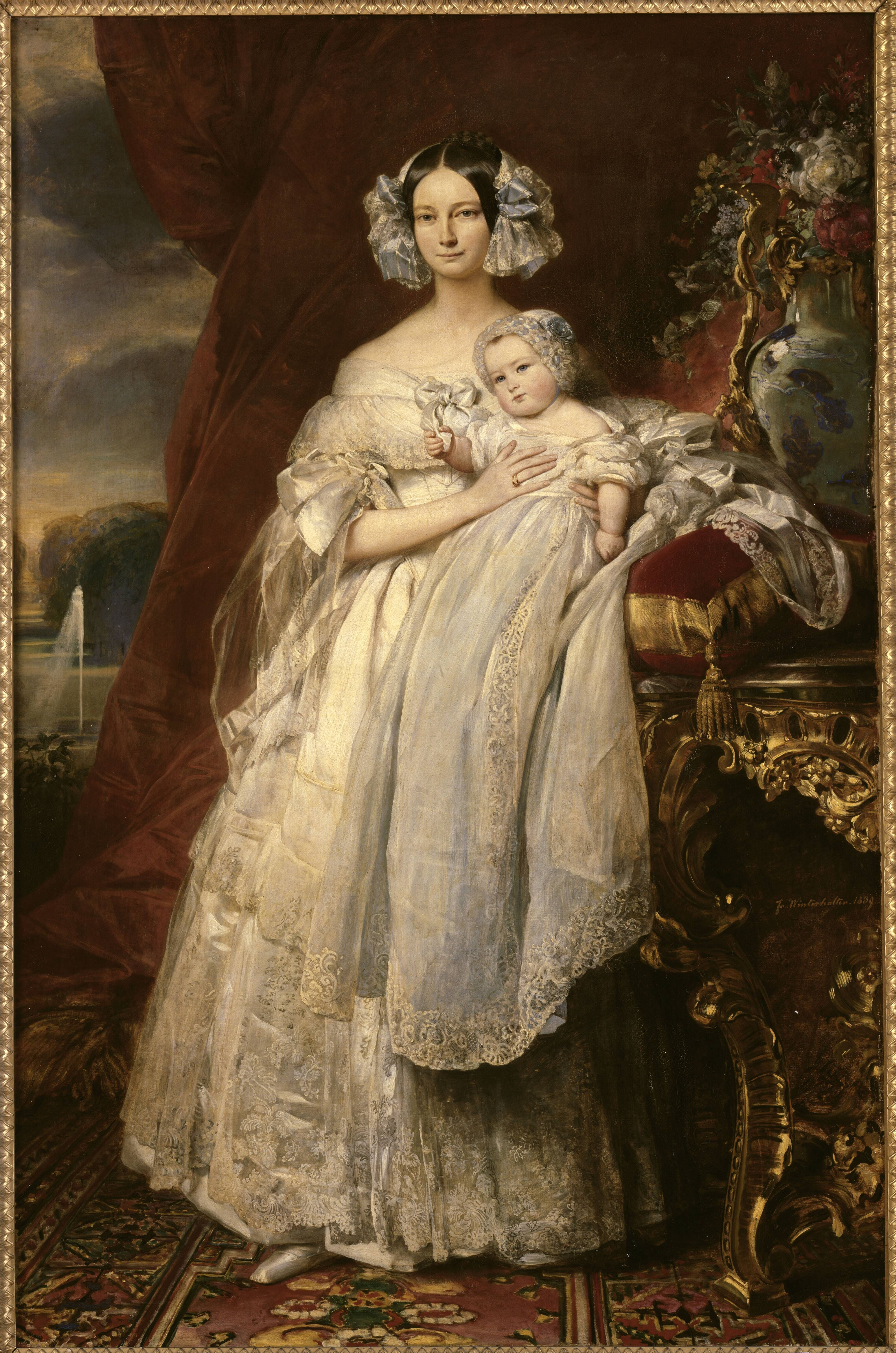
Helena av Mecklenburg-Schwerin med sin son av Franz Xaver Winterhalter, 1839. Château de Versailles.

Helena Louise Elisabet av Mecklenburg-Schwerin, född 24 januari 1814, död 17 maj 1858, var en fransk kronprinsessa, gift med hertig Ferdinand Filip av Orléans. Hon var Frankrikes sista kronprinsessa, och spelade en viss politisk roll som presumtiv regent och ledare för monarkistpartiet 1848.

## Biografi

### Tidigt liv
Helena var dotter till arvstorhertig Fredrik Ludvig av Mecklenburg-Schwerin och Karoline Luise av Sachsen-Weimar-Eisenach. Hon gifte sig med Ferdinand 1837. Hon var protestant och hade rykte om sig att vara liberal och inte vacker, egenskaper som inte ansågs önskvärda för en fransk kronprinsessa. Förstahandsvalet hade varit att Ferdinand skulle gifta sig med en medlem av det österrikiska kejsarhuset, men detta var inte intresserat av en allians med det franska kungahuset, eftersom den franska monarkin då framstod som instabil. Helena blev i stället utvald för att skapa en allians med hennes farbror Fredrik Vilhelm III av Preussen. Själv ska hon ha tackat ja mot sin familjs vilja på grund av sin önskan att bli drottning.
Vigseln skedde, av religiösa skäl, i slottet i Fontainebleau i stället för i Notre Dame i Paris. Den följdes av ett högtidligt intåg inför allmänheten i Paris, och slutligen en bal med balett i Versailles, trots att detta slott egentligen inte längre användes.

### Kronprinsessa
Relationen mellan Helena och Ferdinand beskrivs som lycklig, men svärmodern Marie Amélie tyckte sämre om henne på grund av att hon var protestant och liberal, och svärfadern ska ha behandlat henne med viss försiktig misstänksamhet på grund av hennes ambitioner. Svärmodern utövade en sträng kontroll över sina svärdöttrar, förbjöd dem att lämna hemmet utan tillstånd och krävde att de skulle tillbringa dagarna under sömnad med henne i salongen. Till skillnad från hennes fyra svägerskor vägrade Helena att finna sig i detta, och beskrivs som en självständig och oberoende karaktär som inte helt och hållet integrerades i familjen. 
Helena var populär i societeten, intelligent och ambitiös, och det sades att hennes temperament och personlighet gjorde henne mer förförisk än hennes erkänt vackra svägerska hertiginnan av Nemours: "Ett ögonkast från hertiginnan av Orléans är värt hundra från hertiginnan av Nemours".  
Bland allmänheten blev hon populär då hon införde den tyska seden med julgran i Frankrike. Vid makens död 1842 befann hon sig i Plombiéres. Hon ska ha gett kommentaren att Gud hade låtit maken dö för att straffa henne, eftersom hon hade varit för stolt över honom.
Efter makens död blev hon mor till tronarvingen, och hennes svåger hertig Ludvig av Nemours utsågs på hennes avlidne makes önskan till framtida regent för förmyndarregeringen i det fall hennes son skulle bli monark då han fortfarande var minderårig, medan hon själv uttryckligen uteslöts. Hennes svärfar ska dock ha misstänkt henne för att vilja stjäla regentskapet från Nemours om en sådan situation verkligen skulle inträffa.

### Februarirevolutionen
Under februarirevolutionen 1848 fanns hon närvarande då hennes svärfar avsade sig tronen till förmån för hennes son, medan mobben tågade mot Tuilerierna. Hon ska ha kastat sig för hans fötter och bett honom att inte göra det. När resten av familjen flydde, bad svärfadern henne att stanna kvar. Helena och hennes söner lämnades kvar under beskydd av hennes svåger Nemours, som var utsedd att bli ordförande för hennes sons förmyndarregering, och som eskorterade dem till parlamentet, som gick med på att ge dem beskydd mot mobben. I parlamentet avsade sig Nemours rättigheterna som ordförande för hennes sons förmyndarregering, och Helena hävdade sin sons rätt som monark och erbjöd sig att själv vara regent under hans minderårighet i stället för sin svåger. Parlamentet avvisade dock hennes begäran. Under sessionen bröt sig mobben in i parlamentet och hotade henne, varpå ledamöterna bildade häck runt henne för att skydda henne. Under det kaos som följde separerades hon från sina barn och Nemours. Helena fördes ur salen av M. de Mornay till Invalides och därpå till slottet Ligny utanför Paris, där hon återförenades med sina barn. De eskorterades till Lille av vänner, och fortsatte sedan per tåg till hennes mor i Bad Ems i Tyskland.

### Senare liv
Helena flyttade 1850 till England, där hon hyrde ett hus i Esher nära hennes svärmors bostad i Claremont House. Hon fortsatte att hävda sin sons rätt att vara monark från utlandet, men rojalisterna valde år 1853 den andra grenen av den förra detta kungafamiljen framför hennes, sedan familjen Orléans på hennes före detta svåger Nemours initiativ hade försonats med den äldre grenen av familjen Bourbon. Hon dog i lunginflammation.

## Barn
- Ludvig Filip, greve av Paris (1838-1894), gift med sin kusin Marie Isabelle av Orléans, prinsessa av Spanien (1848-1919).
- Robert, hertig av Chartres (1840-1910), gift med sin kusin, Françoise av Orléans (1844-1925).